# Kruszwica (gemeente)
De gemeente Kruszwica is een stad- en landgemeente in het Poolse woiwodschap Koejavië-Pommeren, in powiat Inowrocławski.
De gemeente bestaat uit 30 administratieve plaatsen solectwo: Bachorce, Chełmce, Chełmiczki, Chrosno, Gocanowo, Gocanówko, Grodztwo, Janowice, Karsk, Kicko, Kobylnica, Kobylniki, Lachmirowice, Ostrowo, Papros, Piaski, Piecki, Polanowice, Popowo, Racice, Rusinowo, Rzepowo, Sławsk Wielki, Sokolniki, Sukowy, Szarlej, Tarnowo, Wola Wapowska, Wróble, Złotowo.
De zetel van de gemeente is in Kruszwica.
Op 30 juni 2004 telde de gemeente 20 206 inwoners.

## Oppervlakte gegevens
In 2002 bedroeg de totale oppervlakte van gemeente Kruszwica 262,19 km², waarvan:
- agrarisch gebied: 81%
- bossen: 4%

De gemeente beslaat 21,4% van de totale oppervlakte van de powiat.

## Demografie
Stand op 30 juni 2004:
| Omschrijving                   | Totaal | Totaal | Vrouwen | Vrouwen | Mannen | Mannen |
| ------------------------------ | ------ | ------ | ------- | ------- | ------ | ------ |
| eenheid                        | aantal | %      | aantal  | %       | aantal | %      |
| inwoners                       | 20 206 | 100    | 10 197  | 50,5    | 10 009 | 49,5   |
| bevolkingsdichtheid (inw./km²) | 77,1   | 77,1   | 38,9    | 38,9    | 38,2   | 38,2   |

In 2002 bedroeg het gemiddelde inkomen per inwoner 1408,68 zł.

## Plaatsen zonder de statussołectwo
Arturowo, Baranowo, Bródzki, Brześć, Cykowo, Giżewo, Gustawowo, Głębokie, Janikowo, Janocin, Karczyn, Kraszyce, Maszenice, Mietlica, Morgi, Orpikowo, Ostrówek, Przedbojewice, Różniaty, Rzepiszyn, Skotniki, Słabęcin, Tarnówko, Witowice, Zaborowo, Żerniki, Żwanowice, Łagiewniki.

## Aangrenzende gemeenten
Dąbrowa Biskupia, Dobre, Inowrocław, Jeziora Wielkie, Piotrków Kujawski, Radziejów, Skulsk, Strzelno